# Batman: bajo la capucha
"Batman: Bajo la capucha roja" (originalmente en inglés "Batman: Under the Hood") es un arco narrativo de comic books publicado por DC Comics, escrito por Judd Winick e ilustrado principalmente por Doug Mahnke. Con Batman en el título mensual del mismo nombre, se lanzó entre febrero y agosto de 2005, antes de hacer un breve paréntesis y volver desde noviembre de 2005 a marzo de 2006.
La historia fue notable y controvertida por traer de vuelta a la vida al largamente muerto personaje secundario de Batman Jason Todd, y volver a imaginarlo como un antihéroe brutalmente violento conocido como Red Hood. El escritor Jeph Loeb sugirió en su historia Batman: Hush que Jason podía, de hecho, estar vivo, y Winick unió su historia de retorno a la aparición de Jason en "Hush", antes de construir toda una historia alrededor de ello. En verano de 2010, Winick escribió el arco de seis números Red Hood: Los años perdidos, detallando más el retorno de Jason y su entrenamiento a través del mundo antes de su colaboración eventual con el némesis de su antiguo mentor, Hush. El arco fue adaptado como una película de la serie DC Universe Animated Original Movies titulada Batman: Under The Red Hood, y fue lanzada en verano de 2010.

## Antecedentes
En 1988, el escritor Jim Starlin escribió la historia Batman: Una muerte en la familia, en la que relató la muerte de Jason Todd a manos del Joker. La historia de Jason Todd se mantuvo prácticamente intacta durante la mayor parte de los 15 años siguientes, hasta que el personaje parece haber estado activo en la historia de "Hush". Aunque fue revelado posteriormente que Clayface se había hecho pasar por Jason, el final de "Hush" planteó preguntas sobre el paradero del cuerpo de Jason, ya que no estaba en su tumba.

## Resumen del argumento
Un flashback de los primeros años de Batman (después del retiro de Dick Grayson como Robin) muestra a un joven Jason Todd intentando robar las ruedas del Batmóvil. A raíz de esto, se convierte en el nuevo Robin. A partir de ahí, la historia cuenta con el gánster Black Mask, que controla la mayor parte de los bajos fondos criminales de Gotham City. Su asistente detalla las recientes actividades delictivas frustradas por una persona conocida sólo como Red Hood. Inmediatamente, Red Hood aparece y destruye la planta superior de la fortaleza de Black Mask con un explosivo de largo alcance. Después de esto, Black Mask se asocia con otros supervillanos para combatir a Red Hood. Cuando Batman llega, él y Red Hood derrotan a los villanos contratados por Black Mask, pero las tácticas mortales de Red Hood llevan a Batman y Red Hood a terminar en malos términos.
Después de la pelea, más flashbacks por parte de Alfred Pennyworth sobrevienen. Posteriormente, Alfred recibe un paquete con un mechón de pelo verde y una nota de Jason pidiendo que Batman se reúna con él. En la siguiente escena, Black Mask convoca a una reunión a todos sus principales asociados y los asesina bajo la mirada de Red Hood. Una vez que este acto se ha completado, Black Mask y Red Hood se enzarzan en un combate, que termina cuando Batman llega justo a tiempo para ver a Red Hood apuñalado en el corazón con su propio cuchillo. Cuando Black Mask le quita el casco a Red Hood, ve que no es Jason Todd, a lo que Batman rebufa con fuerza suficiente como para ser detectado por Black Mask. Los dos conversan durante un momento, luego Batman atrapa a Black Mask y huye al punto acordado por Jason para encontrarse con él.
Jason ha secuestrado al Joker y le administra una salvaje paliza, sólo para ser frustrado por la risa maníaca del villano. Cuando Jason le dice al Joker que ve a través del acto loco de este último, el Joker por una vez se queda en un sombrío silencio. Entonces entra en Batman. La siguiente pelea es breve, y es interrumpida por una bomba que es arrojada en Blüdhaven, donde Dick Grayson ahora lucha contra el crimen como Nightwing. Entonces, Jason revela el lugar donde ha escondido al Joker. Jason lanza una pistola a Batman y toma una para sí mismo. Con el Joker como escudo humano, Jason apunta con su arma a la cabeza del Joker y le dice a Batman que debe matar a Jason, o dejar que Jason mate al Joker en una cuenta de tres. En el último medio segundo, Batman deja caer el arma y lanza un batarang hacia el hombro de Jason. El Joker entonces activa los explosivos cableados a lo largo de todo el edificio.
La escena corta a la resurrección milagrosa de Jason. Siguiendo a esto, es institucionalizado, se escapa y vuelve a vivir en las calles. Ra's al Ghul, con la ayuda de su hija, Talia, secuestra a Jason y lo mantienen bajo cuidado durante un año. Ra's le dice a su hija que va a enviar lejos a Jason. Luego toma el corto viaje hacia su Pozo de Lázaro. Talia, enojada, empuja a Jason en el pozo también, liberando y otorgando poderes a una criatura nueva, más fuerte y más violenta. Talia luego lo pasa a escondidas fuera de la propiedad y le da una bolsa con dinero, una computadora y recortes de Batman, el Joker y Red Hood. Jason intenta volver a contactar con Batman, pero su antiguo mentor pelea y lo derrota. Él procede a revelar el imperio que ha construido para sí mismo mientras se decide ponerse un manto viejo del Joker: la capucha roja (Red Hood).